# 重装上阵
《重装上阵》是2020年即时战略游戏，由网易公司开发并发行，对应Android和iOS平台。游戏以战车改装为题材，玩家可以利用自己创造的战斗机械在战场上竞技。

## 游戏背景
黑暗百年，帝国崩塌。辉煌的文明已成往事，其残留的模块化科技依然深深影响着当下的人类。通过模块化科技，可以将不同文明、不同种族的造物，通过独特的处理方式，变成一个个标准组件。这些模块彼此相连，共同运作，构建出无限可能的超级战车。
为了争夺更多的模块和力量，为了各自心中的目标与愿景，各大势力连横合纵，加入到新的战争之中……

## 游戏玩法
游戏玩法主要分为创造与对战，使用各个模式指定的模块在一定负载限制下创造出机甲、战车、模型等可操控机甲,玩家可以使用这些自己所拼接的战斗机甲在战场上竞技。
本游戏为即时战略游戏，拥有多种不同的模式与玩法。部分模式会要求玩家在进入游戏前选择车库内已创建的机甲战斗，部分模式结合大逃杀游戏的玩法，允许局内改装，进行创造性实时竞技。
当前版本中允许玩家使用多种类型地图组件自定义创建赛道、建筑等多种类型的“派对”，并允许上传至服务器供其它玩家游玩。

## 发行
《重装上阵》2019年11月22日在中国大陆删档测试。游戏2020年1月14日在中国大陆公开测试，同年8月1日以“重裝出陣”为题在日本发行，2021年1月14日以“Astracraft”为题全球发行。